# Manfred Schubert (Jurist)
Manfred Schubert (* 24. September 1903; † 4. November 2007) war ein deutscher Verwaltungsjurist.

## Werdegang
Schubert war promovierter Jurist. Von 1950 bis zu seinem Eintritt in den Ruhestand 1968 war er Beamter im Bundesministerium für das Post- und Fernmeldewesen (BPM), zuletzt im Amt eines Ministerialdirigenten. Dort war er von 1950 bis 1967 Leiter des Referats IV C (Geld- und kreditwirtschaftliche Angelegenheiten, Rechtsangelegenheiten der Abt. IV) und von 1964 bis 1968 (bis 1967 zusätzlich zur Referatsleitung IV C) Leiter der Unterabteilung IV b (Finanzwesen).
Er war seit 1925 Mitglied der katholischen Studentenverbindung K.D.St.V. Greiffenstein (Breslau) Frankfurt.

## Ehrungen
- 30. Juli 1968: Großes Verdienstkreuz der Bundesrepublik Deutschland